# Washington Luiz de Paula
Washington Luiz de Paula, ou simplesmente Washington (Bauru, 23 de janeiro de 1953 — Bauru, 15 de fevereiro de 2010), foi um futebolista brasileiro.
É pai de Everton Luiz de Paulo, também foi futebolista.

## Biografia
Começou a jogar futebol nas escolinhas do Noroeste de Bauru, aos 14 anos. Após um ano, disputou um campeonato de várzea pelo Fortaleza e foi convidado a mudar-se para o Guarani, onde iniciou no infantil em 1969 e se tornou profissional, no final de 1970.
Teve grande destaque em 1971, ao disputar o Torneio de Cannes, na França, pela Seleção Brasileira Juvenil, e dali ficou conhecido como "o novo Pelé", graças ao seu físico e a habilidade.
Foi convocado pela Seleção Brasileira para substituir Pelé após o Mundial do México, em 1970. Pressionado a escolher entre as seleções principal e olímpica, acabou optando pela segunda, que defendeu nos Jogos Olímpicos de Verão de 1972, em Munique. Como os brasileiros não passaram da primeira fase nos Jogos Olímpicos, a partir daí, nunca mais foi convocado para a seleção principal.
Em 1974, foi emprestado ao Corinthians para o Campeonato Brasileiro, onde não se firmou no time titular e ficou somente seis meses, atuando em 25 partidas a marcando 6 gols.
Retornou ao Guarani, que o renovou seu contrato e em outubro de 1974 trocou seu passe com o Vitória, pelo dos jogadores Elmo e Davi.
Em 1977, foi emprestado pelo Vitória ao Coritiba por um ano, onde conquistou o Campeonato Paranaense daquele ano.
Em 1978, novamente no futebol paulista, acertou com a Associação Ferroviária de Esportes.
Passou ainda por Goiás, Marcílio Dias e Rio Branco (MG).
Até a data de sua morte, desempenhava a função de organizador de futebol da Associação Luso Brasileira de Bauru (ALBB).
Após uma semana internado acometido de insuficiência renal, em 15 de fevereiro de 2010 morreu no Hospital de Base em Bauru, no interior de São Paulo.

## Títulos
Seleção Brasileira
- Torneio de Cannes (França): 1972

Coritiba
Campeonato Paranaense: 1977
Goiás
 

Campeonato Goiano: 1981 e 83